# Rage at Dawn
Rage at Dawn (Brasil: Homens Que São Feras / Portugal: Ataque ao Amanhecer) é um filme norte-americano de 1955, do gênero faroeste, dirigido por Tim Whelan e estrelado por Randolph Scott e Forrest Tucker.

## A produção
Penúltimo filme do diretor Tim Whelan (o último é Texas Lady, do mesmo ano). Whelan, apesar de estadunidense, fez o nome na Grã-Bretanha. Quando voltou à terra natal, no início da Segunda Guerra, passou a fazer filmes de ação, ao invés das comédias com as quais era identificado.
Este é também o último filme do mocinho Scott produzido pela RKO, de um total de cinco, pois a esta altura o estúdio estava em processo de esfacelamento.
O roteiro foi escrito por Horace McCoy, baseado em uma obra de Frank Gruber. O assunto são os crimes de um bando de foras-da-lei conhecidos como Irmãos Reno. Esses facínoras realmente existiram, porém a história é fictícia.
Rage at Dawn está em domínio público e, portanto, pode ser baixado gratuitamente no Internet Archive.

## Sinopse
James Barlow é o profissional de uma agência de detetives de Chicago, cuja missão é desbaratar a gangue dos Irmãos Reno. Disfarçado de ladrão de trens, ele consegue infiltrar-se na quadrilha e tenta decifrar toda a rede de corrupção política e judicial que tem impedido que os bandidos sejam levados perante a Lei.

## Elenco
| Ator/Atriz      | Personagem       |
| --------------- | ---------------- |
| Randolph Scott  | James Barlow     |
| Forrest Tucker  | Frank Reno       |
| Mala Powers     | Laura Reno       |
| J. Carrol Naish | Simeon Reno      |
| Edgar Buchanan  | Juiz             |
| Myron Healey    | John Reno        |
| Howard Petrie   | Lattimore        |
| Ray Teal        | Xerife           |
| William Forrest | William Peterson |
| Denver Pyle     | Clint Reno       |
| Trevor Bardette | Fisher           |
| Kenneth Tobey   | Monk Claxton     |